# Marktredwitz
Marktredwitz – miasto w Niemczech, w kraju związkowym Bawaria, w rejencji Górna Frankonia, w regionie Oberfranken-Ost, w powiecie Wunsiedel im Fichtelgebirge. Leży w Smreczanach, nad rzeką Kössein. Zamieszkuje je około 17 tys. mieszkańców.
Najbliżej położone duże miasta: Norymberga ok. 150 km na południowy zachód, Praga - ok. 150 km na wschód i Lipsk - ok. 200 km na północ. Nie zostało zburzone podczas II wojny światowej.

## Dzielnice
W skład miasta wchodzą mastępujące dzielnice: 
| - Brand - Breitmühle - Dörflas - Fridau - Glashütte - Grafenstein - Grünitzmühle - Haag - Haingrün - Katharinenhöhe - Korbersdorf - Leutendorf - Lorenzreuth - Manzenberg | - Meußelsdorf - Miedelmühle - Neu-Haag - Oberredwitz - Oberthölau - Pfaffenreuth - Reutlas - Rößlermühle - Unterthölau - Thölau - Wölsau - Wölsauerhammer - Wuttigmühle - Ziegelhütte |

### Współpraca
Miejscowości partnerskie:
- Castelfranco Emilia, Włochy od 1997
- La Mure, Francja od 1983
- Roermond, Holandia od 2006
- Vils, Austria od 1992

## Transport
Miasto jest ważniejszym węzłem kolejowym, przez miasto przechodzą linie Rzym-Sztokholm i Praga-Paryż do których dochodzi jeszcze linia Ratyzbona-Berlin. Ogółem dziennie przejeżdża tędy ponad 100 pociągów. Na wschód do miasta przebiega autostrada A93 i droga B15 od północy zaś droga B303.
W mieście znajduje się stacja kolejowa Marktredwitz.